# بیزانتیوم

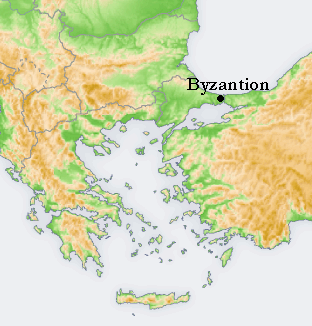
موقعیت شهر بیزانس پایتخت امپراتوری بیزانس در کشور ترکیه (موقعیت آن استانبول امروزی است)

بوزنطه، بیزنطه، بْیزانْتیوم یا بیزانْس (به یونانی: Βυζάντιον)(به لاتین: Byzantium) نام شهر یونانی باستانی است. این شهر به دست مستعمره‌نشینان مگارا در ۶۶۷ پیش از میلاد ساخته‌شد و به نام پادشاه ایشان بوزاس یا بوزانتاس (به یونانی: Βύζας یا Βύζαντας) بدین نام خوانده‌شد. به سال ۳۳۰ پس از میلاد، کنستانتین یکم امپراتور روم، پایتخت امپراتوری روم شرقی را از شهر رم به این شهر منتقل نمود. این اقدام وی موجب شد که بیزانتیوم به یکی از شهرهای مهم دنیا تبدیل شود. در آینده این شهر کُنْسْتانْتینوپولیس (قُسْطَنْطَنیّه) و سرانجام پس از فتح توسط مسلمانان نام مسیحی آن به نام اسلام‌بول (بمعنی: اسلام‌شهر) و بعدها با تغییر استانبول خوانده‌شد (به دلیل اینکه نام آن از نام امپراتوری روم و یک نام مسیحی بود). موقعیت جغرافیایی شهر بیزانتیوم (استانبول) در نقطهٔ تلاقی بین آناتولی و تراکیه جای گرفته‌است.
بیزانتیوم به دست یونانی‌ها از مگارا، استعمار شد و تا سال ۱۴۵۳ میلادی که به دست امپراتوری عثمانی فتح شد، شهری یونانی زبان بود.

## ریشه نام
ریشه نام بیزانتیوم ناشناخته است. برخی از محققان به این باورند که بیزانتیوم ریشه تراکیه ای-ایلیریایی دارد
بیزانتیوم می‌تواند از نام تراکیه ای یا ایلیرایی «بیزاس» نشات گرفته شده باشد.
افسانه‌های یونان باستان، به پادشاه بیزاس به عنوان رهبر مهاجرهای مگاریایی و بنیان‌گذار شهر نگاه می‌کنند.